# مارفن برانسويجك
مارفن برانسويجك (بالهولندية: Marvin Brunswijk)‏ هو لاعب كرة قدم هولندي في مركز الدفاع، ولد في 24 أكتوبر 1976 في روتردام في هولندا. لعب مع نادي إكسلسيور.